# Hispano-Suiza Tipo 26

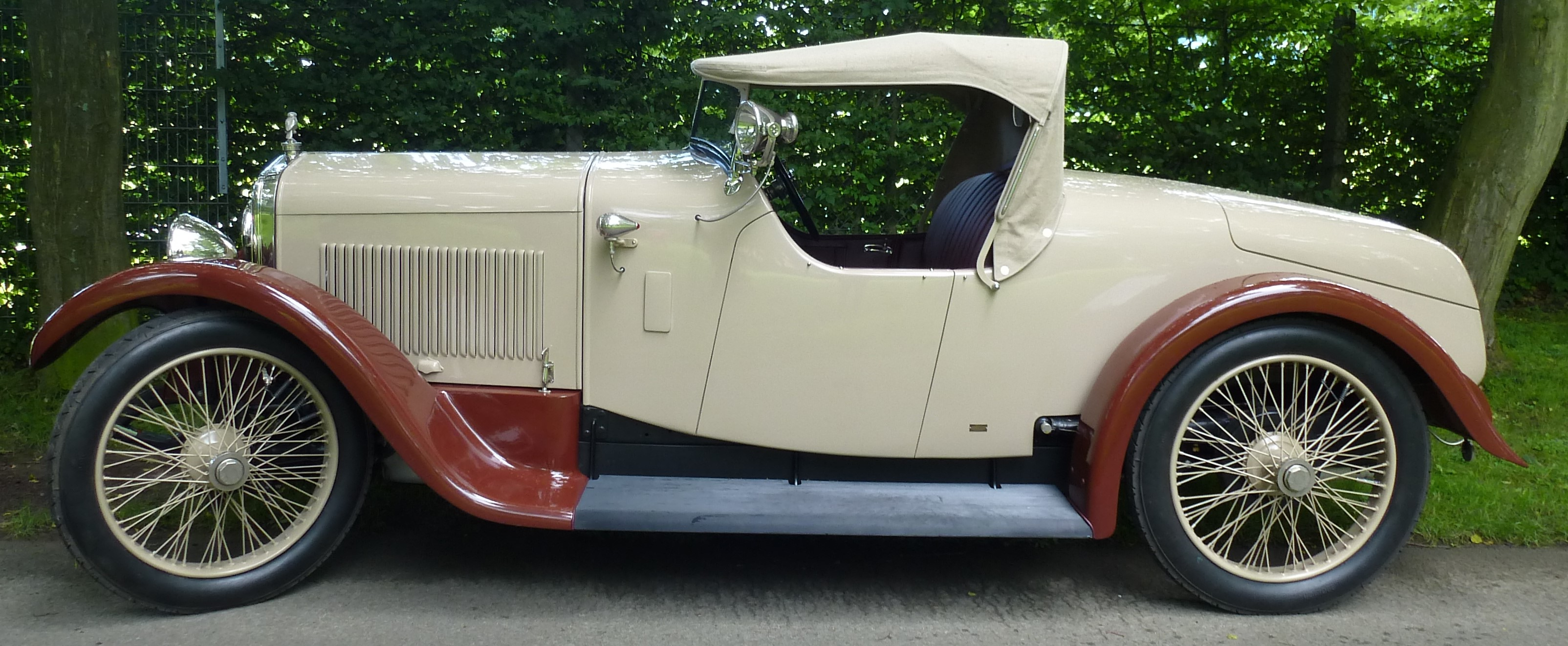
Seitenansicht

Der Hispano-Suiza Tipo 26 ist ein Pkw-Modell. Der Konzern Hispano-Suiza stellte 1914 die Fahrzeuge als Hispano-Suiza Type 26 im Zweigwerk Société Française Hispano-Suiza im französischen Bois-Colombes her. Der Erste Weltkrieg verhinderte die weitere Produktion in Frankreich. Daher erfolgte 1915 die Montage im Hauptwerk La Hispano-Suiza im spanischen Barcelona.

## Beschreibung
Das Modell war der Nachfolger des sportlichen Hispano-Suiza 15–45 HP. Neu war die Vierventiltechnik. Der Vierzylindermotor hatte weiterhin 90 mm Bohrung, 180 mm Hub und 4580 cm³ Hubraum. Der Motor leistete 75 PS. Wasserkühlung war Standard zu der damaligen Zeit, ebenso Frontmotor, Kardanwelle und Hinterradantrieb. Das Getriebe hatte vier Gänge.
Das Fahrgestell war wahlweise 3115 mm oder 3555 mm lang. Die Spurweite betrug einheitlich 1400 mm. Die Fahrzeuge waren abhängig vom Radstand 4155 mm oder 4505 mm lang. Bekannt sind Aufbauten als Tourenwagen und Roadster.

## Produktionszahlen
In Frankreich entstanden laut einer Quelle sechs Fahrzeuge. In Spanien wurden 50 Fahrzeuge gefertigt, die die Seriennummern 3057 bis 3106 trugen. Ein Fahrzeug existiert heute noch.
Eine andere Quelle nennt 16 oder 21 Fahrzeuge aus Frankreich und 48 aus Spanien. Das erhaltene Fahrzeug gehörte 2001 J. Sandy. Es hat die Seriennummer 3025 und muss daher aus französischer Produktion sein. Die Fahrzeuge mit den Nummern 3019 und 3022 stammten ebenfalls aus Frankreich und wurden an den spanischen König Alfons XIII. geliefert.